# Gélose chocolat enrichie / bacitracine
 (novembre 2022).
Si vous disposez d'ouvrages ou d'articles de référence ou si vous connaissez des sites web de qualité traitant du thème abordé ici, merci de compléter l'article en donnant les références utiles à sa vérifiabilité et en les liant à la section « Notes et références ».
La gélose chocolat enrichie / bacitracine est un milieu de culture utilisé pour l'isolement sélectif des bactéries du genre Haemophilus.

## Composition
- Peptone trypsique de caséine : 7,5 g
- Peptone pepsique de viande : 7,5 g
- Amidon de maïs : 1,0 g
- Hydrogénophosphate de potassium : 4,0 g
- Dihydrogénophosphate de potassium : 1,0 g
- Chlorure de sodium : 5,0 g
- Hémoglobine : 10,0 g
- Supplément glucosé, vitaminé  type Polyvitex : 1 ml
- Bacitracine : 50 kUI
- Agar : 15,0 g

Le pH est ajusté à 7,2.

## Préparation
Bacitracine et supplément sont ajoutés dans le milieu liquide à 45 °C. Cette gélose peut être préparée avec une base Columbia additionnée d'hémoglobine soluble. Autoclavage classique.